# カンブロラスター
カンブロラスター（Cambroraster）は、約5億年前のカンブリア紀に生息したラディオドンタ類の節足動物の一属。カブトガニに似た蹄鉄型の甲皮をもつ、底生生活に適したと考えられる。カナダのバージェス動物群で見つかった種をはじめとして、北アメリカと中国の化石産地から発見される。

## 名称
カンブリア紀に生息し、熊手のような前部付属肢とカブトガニの背甲ないし架空の宇宙船を彷彿とさせる甲皮を兼ね備えることから、学名「Cambroraster」は「Cambrian」（カンブリア紀）と「rake」（熊手）の合成語で、模式種（タイプ種）であるカンブロラスター・ファルカトゥス（Cambroraster falcatus）の種小名「falcatus」はSF映画スター・ウォーズシリーズに登場した宇宙船「ミレニアム・ファルコン」に因んで名付けられた。発見段階の本属は、研究者の間に「spaceship」（スペースシップ、宇宙船）というニックネームで呼ばれていた。中国語は「寒武耙蝦」（簡体字：寒武耙虾、ピンイン：Hán wǔ bà xiā、ハンウーバシャ）と呼ぶ。

## 形態

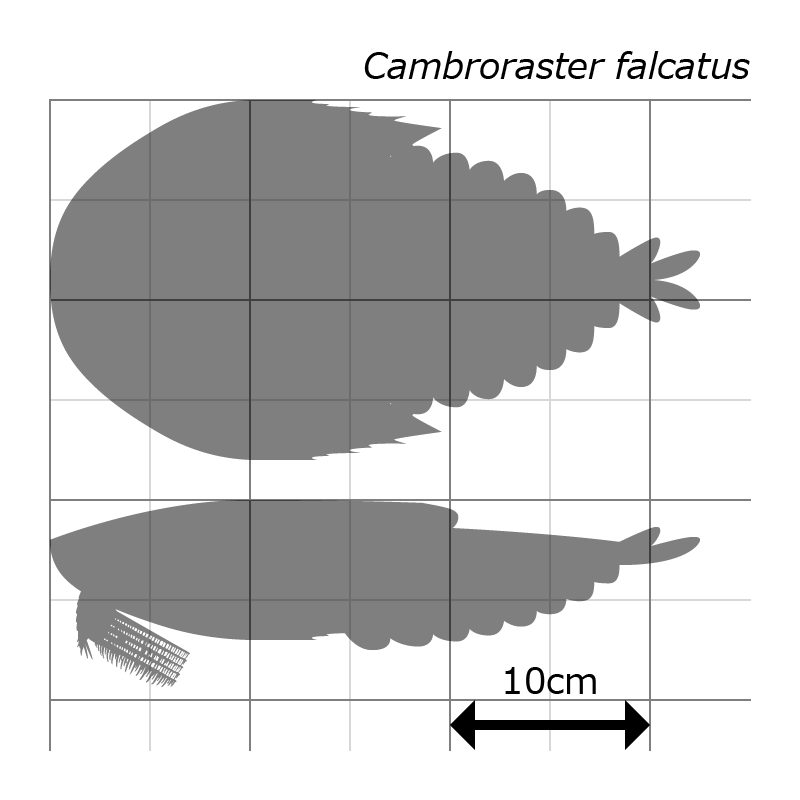
カンブロラスターのサイズ推定

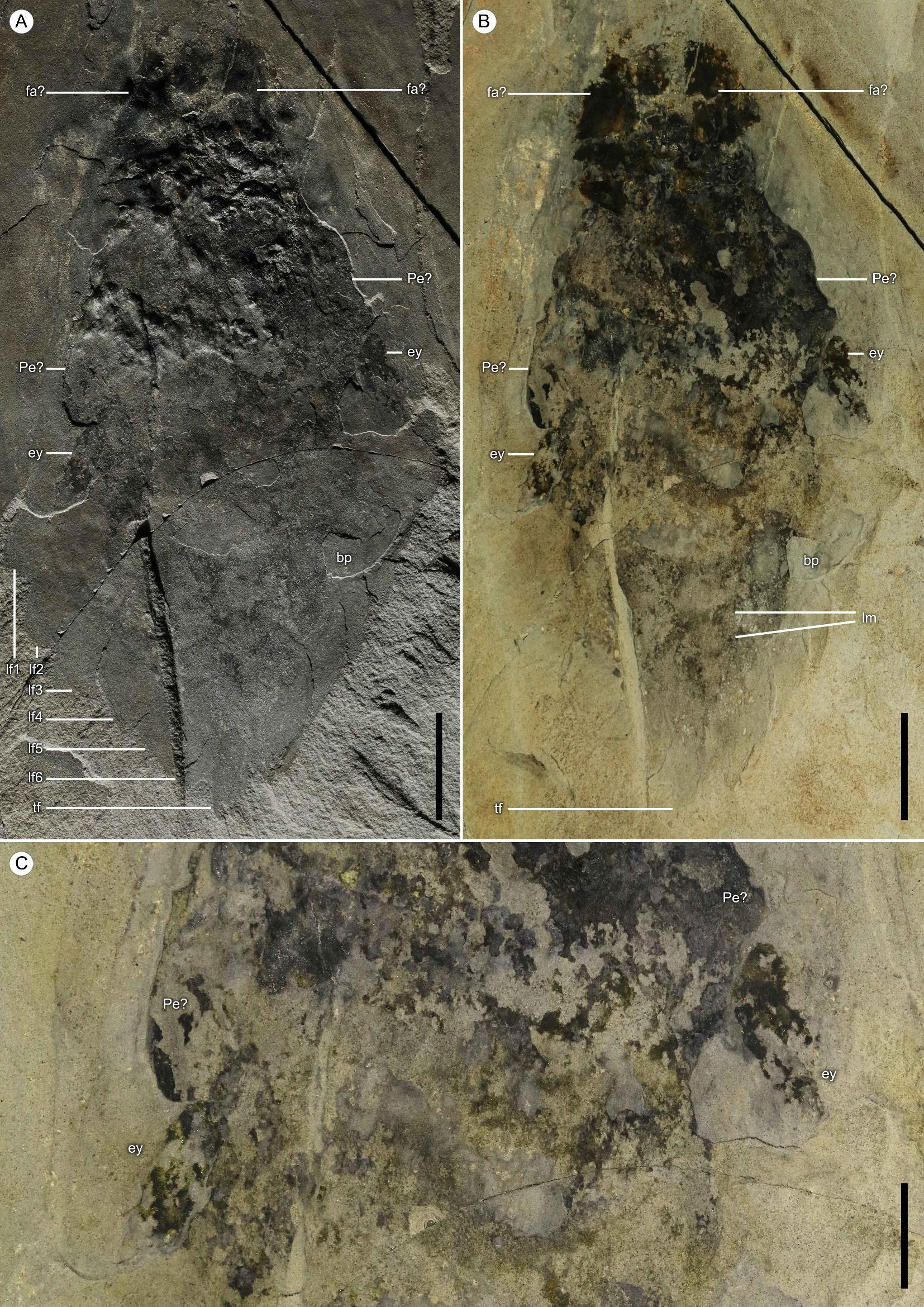
Cambroraster falcatus の全身化石標本（ホロタイプ）
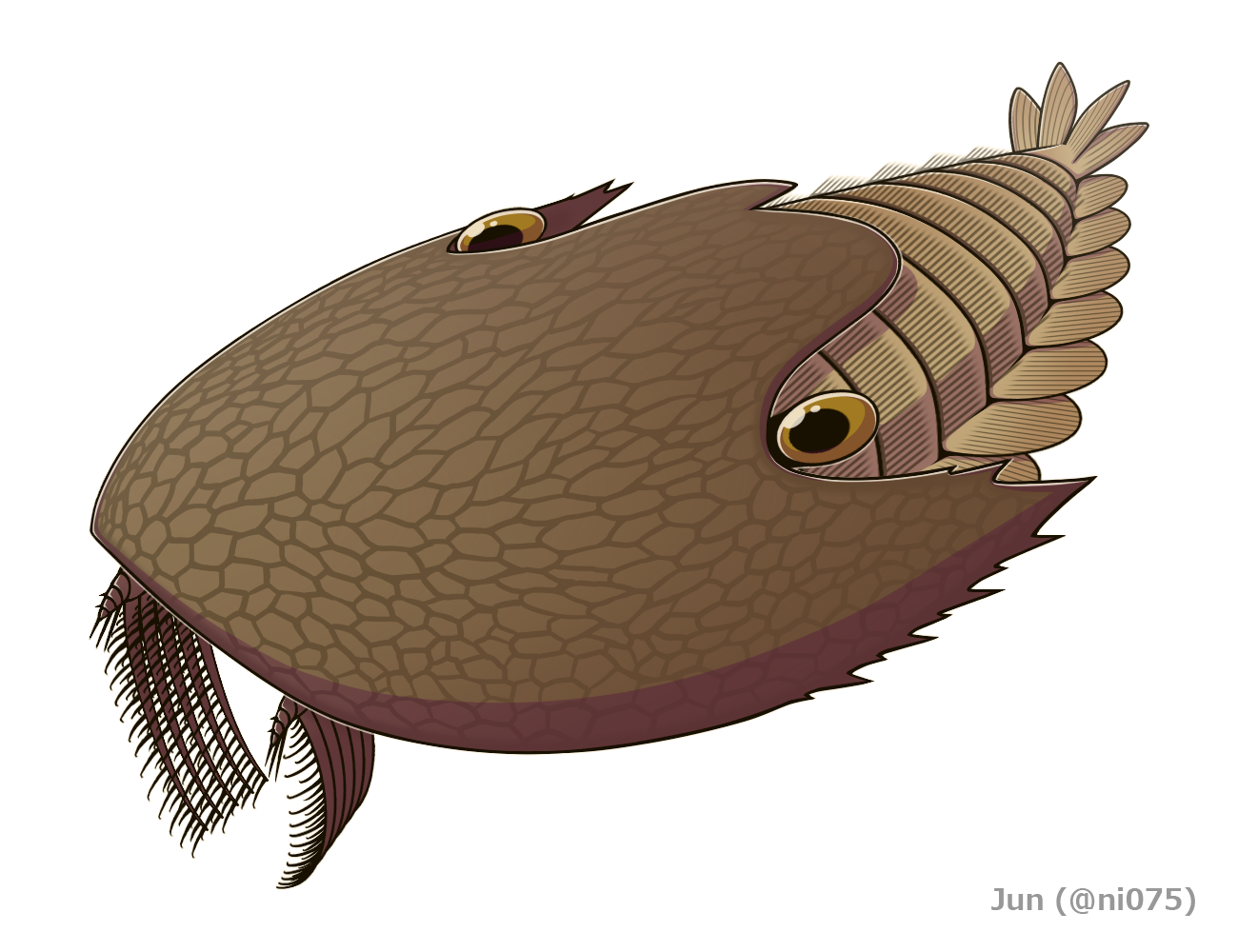
Cambroraster falcatus の全身復元図

知られる全身化石は最大十数cm程度だが、その比率にあわせて単離した最大の甲皮（横幅18cm）から推算すると、体長は最大約30cmにも及ぶ。フルディア科に属するラディオドンタ類の一般的な特徴として丈夫な体型・発達した甲皮・熊手状の前部付属肢をもつが、背面の甲皮は同科の中でも飛び抜けるほど特化した蹄鉄型である。甲皮以外の構造は、模式種（タイプ種）であるカンブロラスター・ファルカトゥス（Cambroraster falcatus）のみによって知られる。

### 頭部

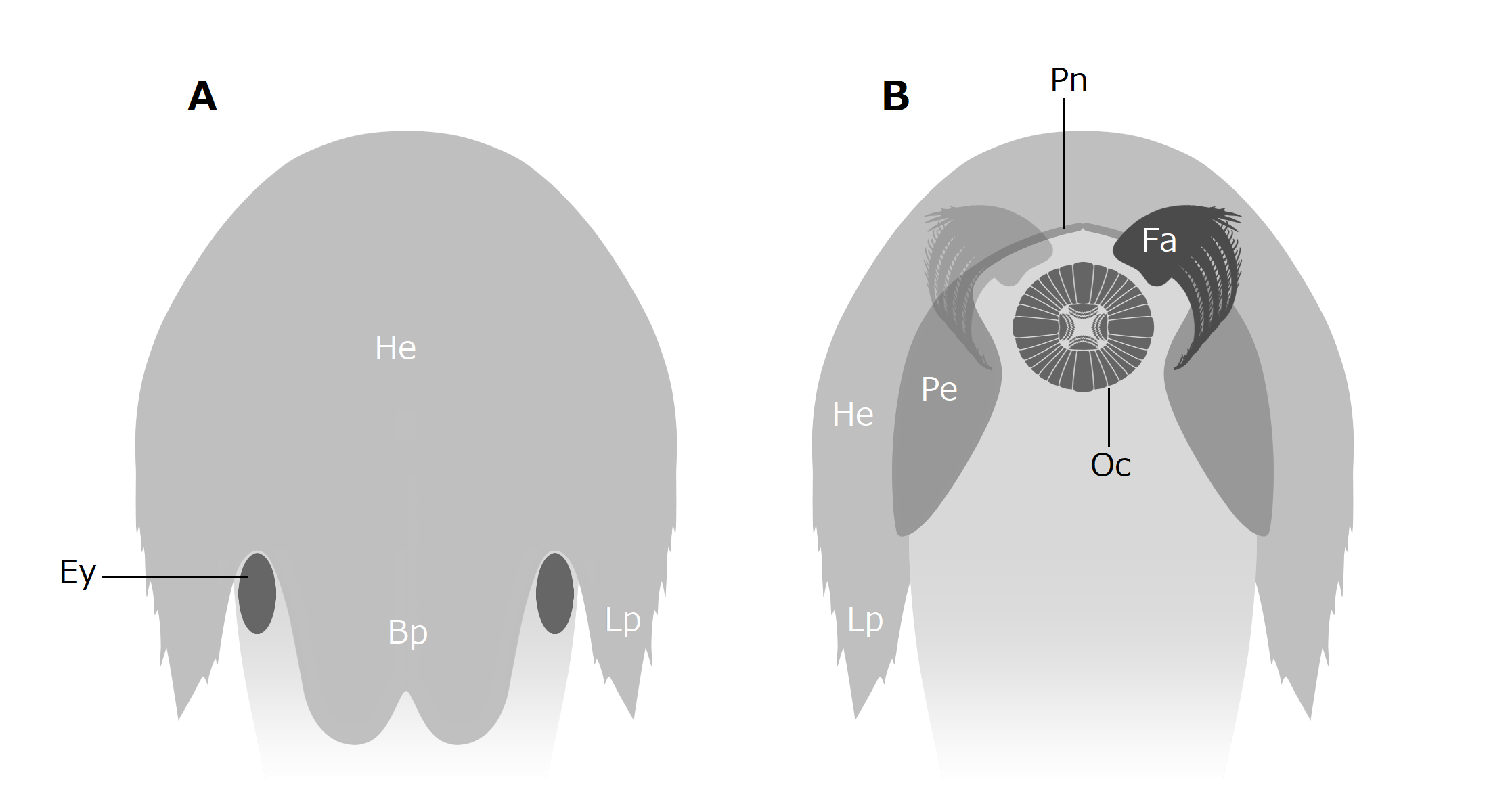
カンブロラスターの頭部の外部形態A: 背面、B: 腹面、Ey: 眼、Fa: 前部付属肢、He: 背側の甲皮、Bp: 後縁中央の突起、Lp: 両後端の突起、Oc: 口と歯、Pe: 両腹側の甲皮、Pn：棒状の連結部

他のラディオドンタ類の頭部と同様、3枚の甲皮を背側と左右に、1対の眼を両背側に、1対の前部付属肢と一輪の放射状の歯を前腹面にもつが、背側の甲皮が極端に発達したことにより、体長の大部分が頭部に占められる。

#### 甲皮と眼
他のラディオドンタ類と同様、頭部の背側と両腹側を包んだ3枚の甲皮（head sclerite complex）をもち、いずれの甲皮も、フルディアのものに見られるような網目状の構造がある。本属最大の特徴である背側の甲皮（H-element）は体長の半分を超え、頭部全体を覆うほど発達し、カブトガニの背甲のようなドーム状の構造体をなしている。両後端は大きく後ろ向きに尖り、少なくとも C. falcatus の場合、これらの突出部の縁には数本の棘が走る。同じ甲皮の後縁中央は更に1本の突出部があり、その先端は中央がやや凹む。1対の楕円形の眼は、この甲皮の3つの突出部の間に当たる2つの窪にある。そのため、この眼は頭部の後側にあり、常に上方に向かっていたとされる。両腹側の甲皮（P-element）は完全に背側の甲皮に覆われ、丸みを帯びた長い三角形のような形をしており、前端は棒状の突出部（P-element neck）を介して頭部の前方に連結する。

#### 前部付属肢
熊手に似た前部付属肢（frontal appendage）は10節の肢節（柄部1節と残り9節）からなり、口の直前、頭部の前端付近に付属したと考えられる。前部付属肢そのものは短いが、柄部直後の5つの肢節（第2-6肢節）にある5つの内突起（endite）は、該当肢節の高さの2倍を超えるほど長く伸びていた。20-25本ほどの、逆向きの鉤をもつ長短の分岐（auxiliary spine）はその前縁で均一に配置される。内突起とその分岐は先端ほど内側に向けて湾曲したため、前部付属肢を口の前で左右合わせて、物を掴めるようなバスケット状の立体構造を形成したと考えられる。先端の残り4節は退化的で、2本の単純な内突起と短い背側の棘（dorsal spines）をもち、最終肢節は先端に1本の棘のみをもつ。

#### 口と歯
前部付属肢の直後にある「Oral cone」という口器はフルディアのものに似て、十字放射状で多重構造をもつ。32枚の歯のうち十字方向の4枚が最も発達し、開口部の奥には少なくとも3層ほどのノコギリ状の構造があり、前述の歯に合わせてこれも十字方向に配置される。一部の化石には、Oral cone の裏側に繋がり、前胃と一連の歯をもつ咽頭らしき痕跡が見られる。

### 胴部

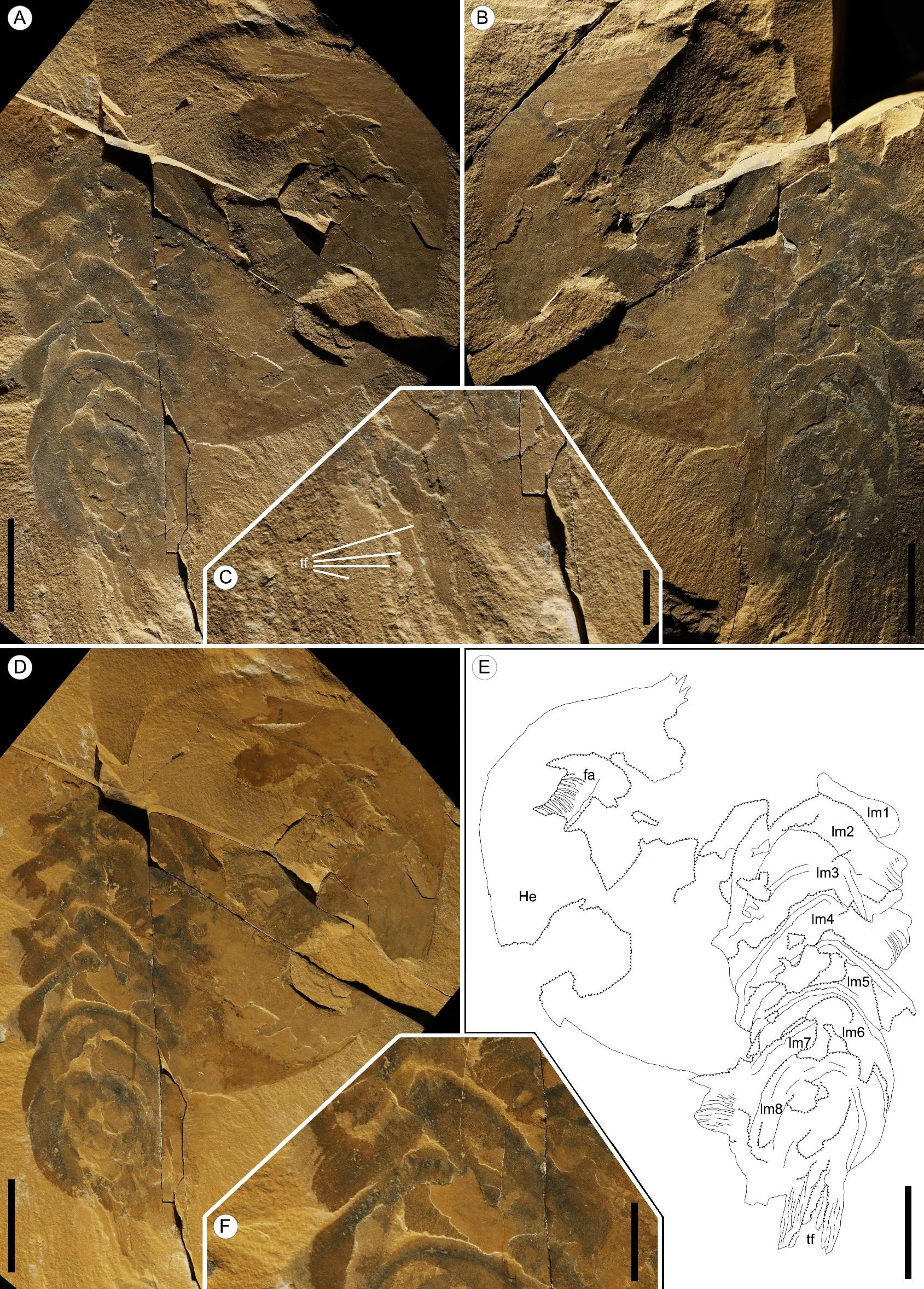
Cambroraster falcatus の胴部

胴部は一連の鰓らしき構造体（setal blades, lamellae）と短い鰭（ひれ、flap）をもち、他のラディオドンタ類に比べると胴部全体は横幅があってやや短い。前端3つの胴節、いわゆる「首」は退化的で setal blades のみによって表れ、頭部の後端に集約する。残りの胴節は後端ほど顕著に幅狭くなりながら8対の鰭と setal blades をもち、鰭はなかり短く、長さはおよそ該当胴節の横幅の5分の1程度である。エーギロカシスやペイトイアにあるような背側の鰭は見当たらない。尾部はおよそ2対の尾鰭に構成される尾扇（tail fan）をもつ。それぞれの鰭には一連の筋状構造が並んでいる。

## 発育
カンブロラスターの背側の甲皮は大きさによって異なった形質が見られ、これは成長段階を表した特徴と考えられる。小型個体（幼生）の場合、甲皮は比較的に丸く、両後端の突出部は中央の突出部とほぼ同じ長さで、縁の棘は発達していた。大型個体（成体）の場合、甲皮は比較的に縦長く、両後端の突出部は中央の突出部より短く、縁の棘も小型個体より退化的である。

## 生態
カンブロラスターは遊泳底生性（nektobenthic、底生性に近い遊泳性）であったと考えられる。このような生態はフルディア科のラディオドンタ類として一般的であるが、カンブロラスターは大部分の時間を海底で過ごせ、底生生活を更に極めたと思われる。これは本属の活発な遊泳生活に不向きな幅広い甲皮や短い鰭によって示唆される。本属の特化した甲皮は、カブトガニ・カニ・懸濁物食の三葉虫・一部の甲冑魚など複数の底生性/遊泳底生性動物の頭部や甲羅に似て、底生生活に適した収斂進化の一例として挙げられる。
カンブロラスターの前部付属肢や甲皮など脱落した硬組織の化石は、しばしば群れの状態で発見されている。これは抜き捨てされた脱皮殻であったと考えられ、カンブロラスターは一部の節足動物のように、集団で脱皮を行う習性をもつことが示唆される。

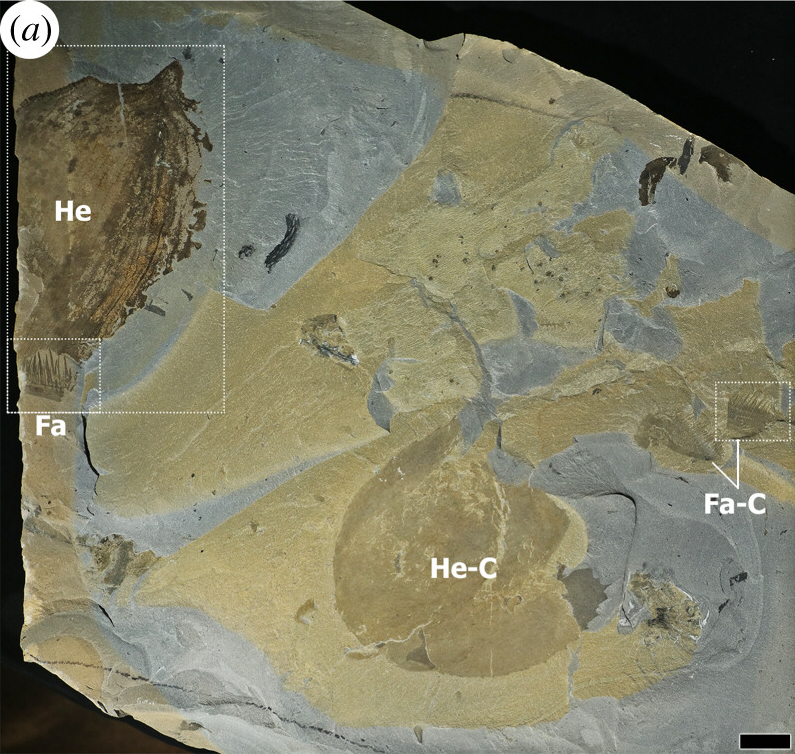
ティタノコリス（左上）と共に保存された Cambroraster falcatus の化石標本（右下）

模式種である Cambroraster falcatus の場合、化石はティタノコリスと同じ累層で共に保存されることがあり、ティタノコリスと同じ地域に生息したことが示される。お互いに似た生態をもつ説に踏まえて、ティタノコリスは体格の差（約50cmで Cambroraster falcatus の約30cmを上回る）でより大型の餌を狙って本種との競争を免れた、もしくはお互い同じ餌のために競争した可能性がある。

### 食性

カンブロラスターの前部付属肢の可動域と動作予想

カンブロラスターはコンパクトな体形と可動域が低い前部付属肢から、能動的な捕食性に不向きであったとされる。そこからカンブロラスターは、文献によって堆積物を篩い分ける底生生物食者（sediment sifter）と、水中から微小有機物を摂る濾過摂食者（filter feeder）という2説に分かれている。これらの説は、主に前部付属肢の内突起で均一に並んだ細長い分岐の丈夫さと機能に対する解釈に左右される。
堆積物を篩い分ける底生生物食者説では、カンブロラスターの前部付属肢は濾過摂食性にしては分岐が頑丈すぎたとされる。このような構造は、むしろ十脚類の口器や一部のウミサソリの脚のように、堆積物から様々な餌を篩い分ける広食性に適したとされる。これにより、カンブロラスターはドーム状の甲皮で海底の堆積物に潜み、籠のような構造をした前部付属肢でそこから小動物や他の有機物を囲んで、餌を咀嚼・吸引できる口へと導いていたと推測される。また、本属はティタノコリスやコーダティカリスと同様、前部付属肢の分岐が一般的なフルディア科の種類（例えばフルディア、ペイトイアとスタンレイカリス）より密集したため、微小な底生動物を主食にした（microphagous sediment sifter）と考えられる。
濾過摂食者説では、カンブロラスターの前部付属肢は海底の堆積物から餌を摂るにしては分岐が貧弱過ぎたとされる。このような構造は、むしろ濾過摂食の魚類の鰓耙（gill raker）のように、水中から微小な有機物を濾過するのに適したとされる。これにより、カンブロラスターのドーム状の甲皮は、濾過摂食の際に水流を前部付属肢のところへ導いていたと推測される。

## 分類と発見
カンブロラスターはフルディア、ペイトイア、エーギロカシスなど共にフルディア科（Hurdiidae）に分類されるラディオドンタ類である。いくつかの系統解析では、カンブロラスターはゼンヘカリス（Zhenghecaris）、コーダティカリス（Cordaticaris）、ティタノコリス（Titanokorys）と共に、フルディア科の中で最も派生的な属の一つと見なされる。中でティタノコリスは本属によく似て、発見初期では同属とも思われていたが、甲皮の形で明確に区別でき、系統上もお互いに最も近縁（姉妹群）と見なされておらず、別属であることが示される。

3種のカンブロラスターの甲皮のサイズ比較図

2020年5月現在、カンブロラスター（カンブロラスター属 Cambroraster）の中で正式に命名された種は、2019年8月で Moysiuk & Caron 2019 に記載された、カナダブリティッシュコロンビア州のバージェス頁岩に含まれる堆積累層 Marble Canyon と Tokumm Creek（バージェス動物群、ウリューアン期、約5億1,000万 - 5億500万年前）で見つかった模式種（タイプ種）カンブロラスター・ファルカトゥス Cambroraster falcatus のみである。
他には中国の堆積累層で見つかった本属の未命名化石標本があり、次の通りに列挙される。
- Cambroraster sp. nov. A

中国雲南省の Maotianshan Shale（澄江動物群、カンブリア紀第三期、約5億1,800万年前）から発見され、2020年3月で Liu et al. 2020 に報告される。唯一の化石標本 YKLP 11420（背側の甲皮）によって知られる。C. falcatus に比べると、背側の甲皮はより縦長く、両後端の突出部の縁に棘はない。後縁中央の突出部は台形で、後端に1対の三角形の棘がある。新種と思われるが、唯一に知られる化石は幼生（1cmを超えない）で同定形質が出揃っていない可能性があり、模式標本（ホロタイプ）にするのは不適切であるため、正式の命名がなされていない。
本種の発見は、フルディア科のラディオドンタ類は中国にも分布し、カンブリア紀の早期な地質時代にも生息したことを示した初の確実な証拠である。これにより、フルディア科の種類はカンブリア紀第三期で既に本属のような派生的形質を獲得し、底生性を極めたことも示めされる。
- Cambroraster cf. falcatus

中国山東省の Mantou Formation（ウリューアン期）から発見され、2020年5月で Sun et al. 2020 に報告される。3つの化石標本（背側の甲皮1つと両腹側の甲皮2つ）によって知られる。甲皮は C. falcatus にほぼ共通した形で、明瞭な相違点として横幅がより広いことのみが挙げられる。しかしこれは同定形質として認められにくく（成長段階を表した特徴、または化石化による二次的変形であった可能性が高い）、C. falcatus とは同種の可能性があるため、新種として記載されていない。